# بوهيانما (مقاطعة تاريخية)

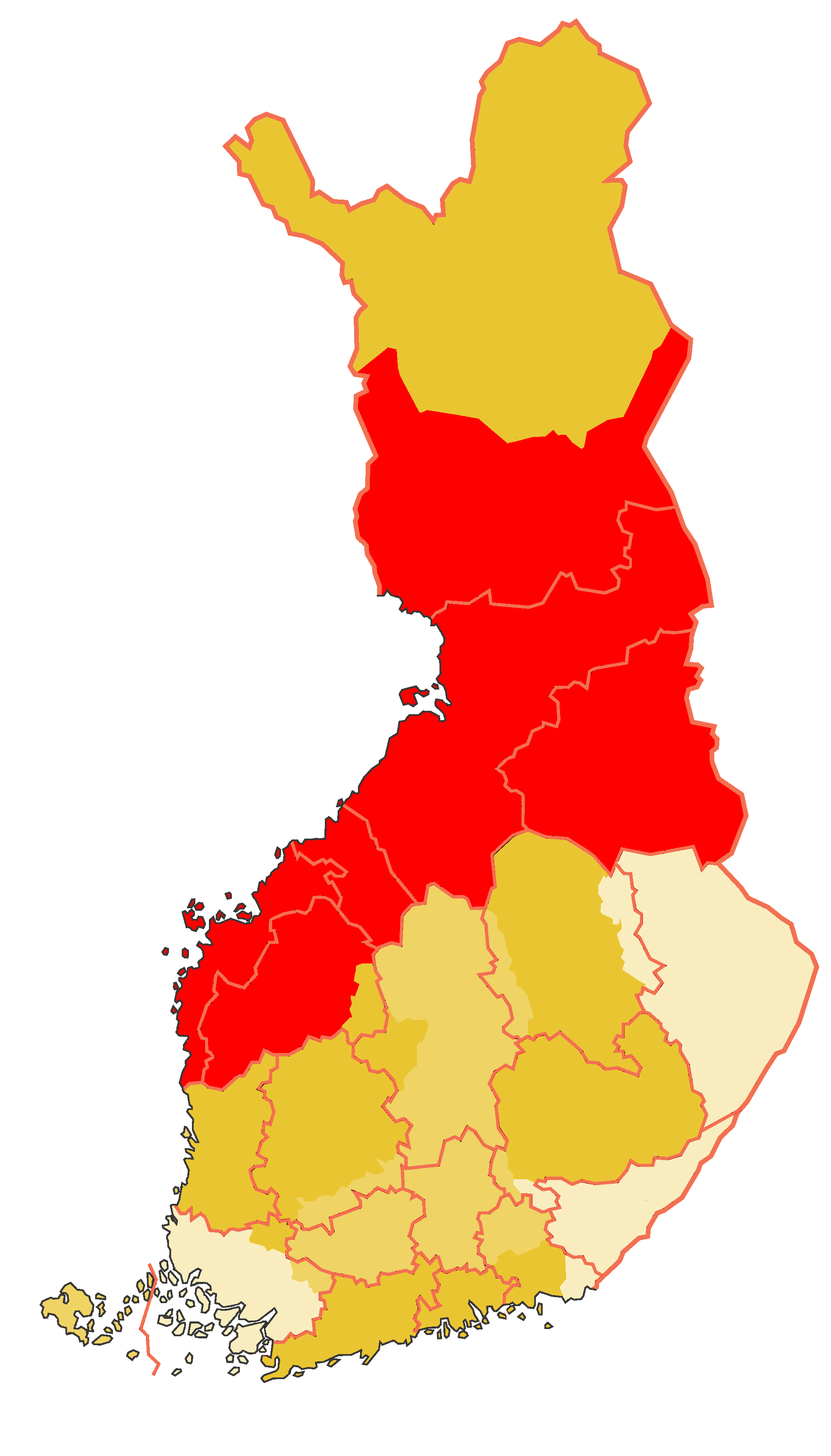
مقاطعة أوستربوتن التاريخية (حدود المقاطعات الحديثة باللون الوردي و حدود فنلندا الحديثة ، كما تم التوقيع عليها الوثيقة الختامية لاتفاقية هلسنكي 1975)

أوستربوتن (بالفنلندية : Pohjanmaa (حرفيا "أرض القاع") ، و بالسويدية : Österbotten (حرفيا "القاع الشرقي [لخليج بوتن]") مقاطعة فنلندية تاريخية بغرب والشمال البلاد. كانت حدودها مع: كاريليا وسافو وهامي وسـَتاكونتا جنوباً، و فاستربوتن في السويد و لابي شمالاً. و أيضاً تحدها روسيا في الشرق و خليج بوتن في الغرب.